# Liophryne
Liophryne ist eine Amphibien-Gattung aus der Familie der Engmaulfrösche. Die Gattung wurde im Jahr 2017 mit Sphenophryne synonymisiert und unter diesem Namen zusammengelegt. Nicht alle Autoren folgten bisher dieser Definition.

## Beschreibung
Die Pupillen sind horizontal. Die Zunge ist groß, länglich, hinten eingeschnitten und in hohem Maße frei abhebbar. Hinter der Verbindungslinie der Choanen befinden sich zwei nach hinten konvergierende Reihen von Gaumenzähnen. Vor dem Schlundeingang befinden sich zwei quer liegende Hautfalten, von denen mindestens die hintere stark gezähnelt ist. Das Trommelfell ist deutlich zu erkennen. Die Finger und Zehen sind frei und an den Spitzen schwach aufgetrieben. Die Praecoracoide sind vorhanden und sehr schlank. Das Omosternum fehlt. Das Sternum ist klein und knorpelig. Die Querfortsätze des Sakralwirbels sind mäßig stark verbreitert.

## Vorkommen
Die Gattung kommt nur auf Neuguinea vor.

## Systematik
Die Gattung Liophryne wurde 1897 von George Albert Boulenger erstbeschrieben. Sie umfasst 8 Arten:
Stand: 24. September 2014
- Liophryne allisoni Zweifel, 2000
- Liophryne dentata (Tyler & Menzies, 1971)
- Liophryne magnitympanum Kraus & Allison, 2009
- Liophryne miniafia Kraus, 2014[4]
- Liophryne rhododactyla Boulenger, 1897
- Liophryne rubra Zweifel, 2000
- Liophryne schlaginhaufeni (Wandolleck, 1911)
- Liophryne similis Zweifel, 2000

Verschiedene Untersuchungen legen nahe, dass die Gattung Liophryne nicht monophyletisch ist.